# Naomi Cavaday
Naomi Kathleen Cavaday (Sidcup, 24 de abril de 1989) é uma tenista profissional britêanica, seu melhor ranqueamento de N. 183 em simples.